# Claus Eftevaag
Claus Eftevaag é um zagueiro da Noruega que nasceu em 20 de Dezembro de 1969 em Kristiansand.

## Clubes
- 1986-1995 : IK Start  Noruega
- 1996-1997 : SK Brann  Noruega
- 1997-1998 : Lierse SK  Bélgica